# Amable Berthelot
Pour les articles homonymes, voir Berthelot.
Amable Berthelot (né le 10 février 1777 - mort le 24 novembre 1847) est un avocat, écrivain et personnalité politique québécois.

## Biographie
Né à Québec en 1777, Amable Berthelot est le fils de Michel-Amable Berthelot Dartigny, un marchand français venu s'établir à Québec. Il étudie au Petit Séminaire de Québec. Il fait son stage en droit avec Jean-Antoine Panet, puis est admis au barreau en 1799.
Il travaille un temps à Trois-Rivières. Capitaine de la milice locale lors de la guerre anglo-américaine de 1812, Berthelot est élu à la Chambre d’assemblée du Bas-Canada en 1814, représentant Trois-Rivières.
Il ferme son bureau en 1820 pour déménager en France. Il revient au Bas-Canada en 1824 et est élu de nouveau élu comme représentant de Trois-Rivières la même année, cette fois associé au Parti canadien.
Il quitte à nouveau pour la France en 1831, vendant ses livres avant son départ (sa collection comprend quelque 1 500 livres), puis revient à Québec en 1834. Il est élu représentant de la Haute Ville à la Chambre d'assemblée  et sert jusqu'en 1838. À la suite de l'Acte d'Union, il représente le district de Kamouraska à l'Assemblée législative de la province du Canada de 1841 jusqu'à sa mort, à Québec, en 1847. Sa sépulture est située dans le Cimetière Notre-Dame-des-Neiges, à Montréal.

## Œuvres
Berthelot a publié quelques essais sur la grammaire française ainsi que sur l'archéologie historique.
- Dissertation sur le canon de bronze que l'on voit dans le Musée de M. Chasseur à Québec,
- Essai de grammaire française suivant les principes de l'abbé Girard,
- Dissertation sur l'instruction primaire
- Essai d'analyses grammaticales suivant les principes de l'abbé Girard cet ouvrage, destiné aux écoles primaires, offre une méthode qui n'exige des élèves que d'apprendre très peu de pages par cœur